# آیت مجدن
ایت مجدن (به فرانسوی: Ait Majden) یک منطقهٔ مسکونی در مراکش است که در تادله ازیلال واقع شده‌است.

## خصوصیات
ایت مجدن ۱۵٬۸۳۱ نفر جمعیت دارد.